# شبدیزماهی
شبدیزماهی (نام علمی: Anoplopoma fimbria) نام یک گونه از تیره سیاه‌ماهیان است.

## نگارخانه

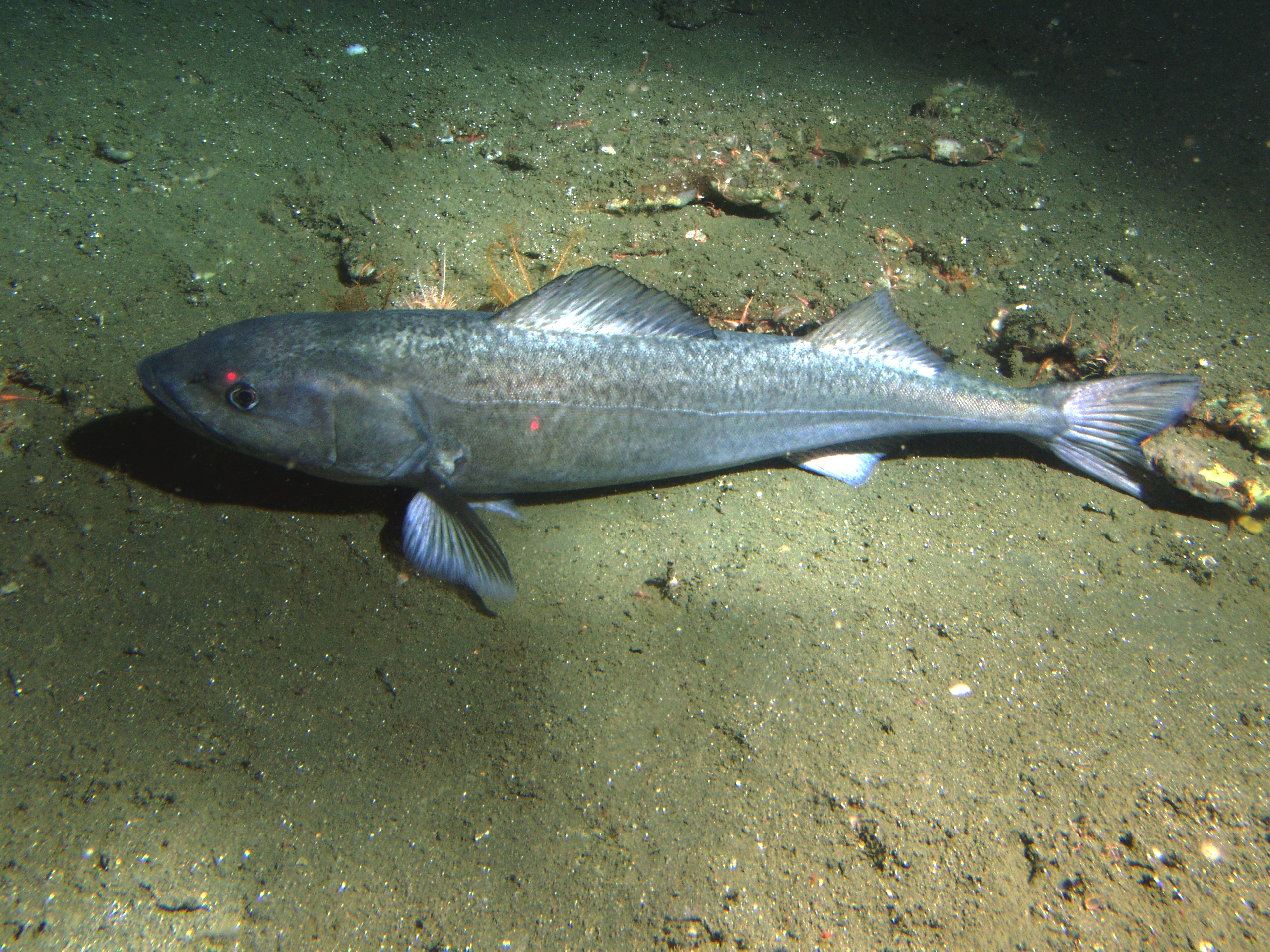
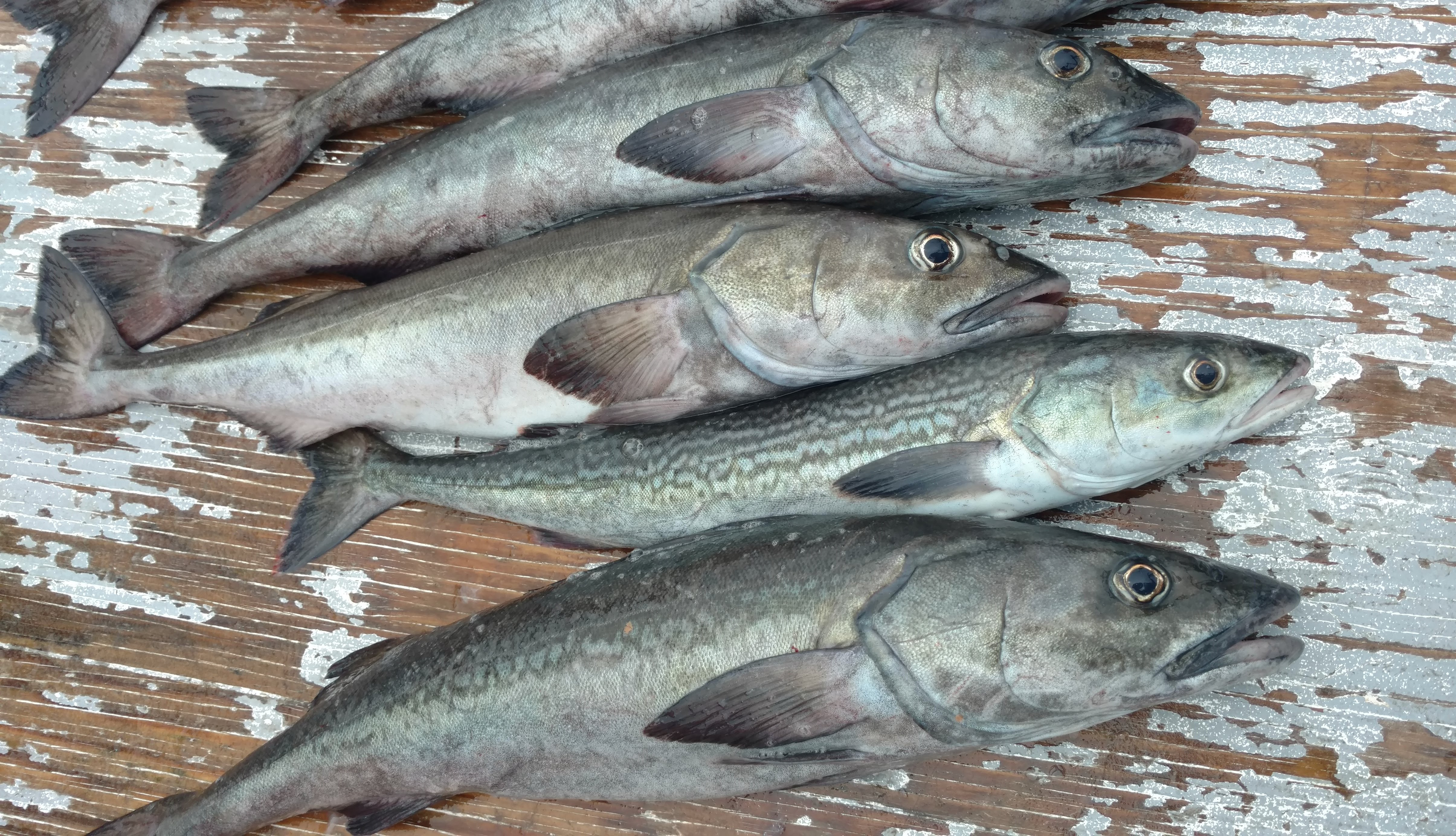